# Alexandra Gulea
Alexandra Gulea (n. 1970, București, România) este o regizoare de film română, fiica regizorului Stere Gulea.
A regizat filmele „Matei copil miner” (2013), „Hacker”, serial TV, în anul 2003, „Dumnezeu la saxofon, dracu la vioară”, documentar, în 2004 și „Azi eram frumoasa jună”, documentar, în 2007.
A lucrat ca monteur la filmul „Weekend cu mama”, în regia lui Stere Gulea și la două dintre filmele regizorului Thomas Ciulei – „Asta e” și „Podul cu flori”.

## Filmografie
- Terminus Paradis (1998) – asistentă de regie